# Dennis Lloyd
Dennis Lloyd (hébreu : ניר טיבור), né le 19 juin 1993 à Tel Aviv (Israël), est un chanteur,  producteur, auteur-compositeur et poly-instrumentiste israélien. Son single de 2016, Nevermind, a percé dans plusieurs pays dont l'Allemagne, la Suisse, le Canada, le Royaume-Uni et les États-Unis, et a été certifié disque de platine en Italie, au Canada, en Allemagne et en Suisse.

## Enfance et éducation
Dennis Lloyd est né à Tel Aviv, en Israël, dans une famille d'origine juive. Il a grandi en grande partie à Ramat Gan. Il a appris à jouer de la trompette à 8 ans, et à jouer de la guitare à 13 ans. Il a fréquenté le lycée des arts Thelma Yellin à Givatayim. Conscrit dans la marine israélienne, il a servi comme marin de combat pendant trois ans,.

## Carrière
Dennis Lloyd a sorti son premier single, Playa (Say That), mi-2015. Vers la fin de 2015, il a déménagé à Bangkok, en Thaïlande, où il est resté pendant un an. Pendant son séjour à Bangkok, il s'est concentré exclusivement sur la musique et a écrit 35 chansons[source secondaire souhaitée]. Après son année à Bangkok, Dennis Lloyd est retourné en Israël, où il a commencé à sortir plus de musique, y compris les chansons Snow White et Nevermind (Alright). Dennis Lloyd a remixé la dernière chanson, et l'a sorti comme Nevermind à l'hiver 2016,. La version remixée a rapidement remporté le succès sur Spotify, atteignant finalement le numéro 4 du classement Spotify Global Viral. Il aurait accumulé plus de 500 millions de flux sur Spotify et plus de 1,5 million de Shazams[source secondaire souhaitée]. En juin 2018, Time l'a répertorié comme l'une des « chansons de l'été »[source secondaire souhaitée].
En juin 2017, Dennis Lloyd a été présenté dans une vidéo sur la chaîne YouTube allemande "COLORS", interprétant une version acoustique de sa chanson Leftovers. La vidéo a enregistré 43 millions de vues. En mars 2018, il a annoncé le MTFKR Tour, qui a débuté en mai 2018 en Italie avec des dates à travers l'Europe et l'Amérique du Nord[source secondaire souhaitée]. La chanson Nevermind est présentée dans la publicité pour la sortie de la nouvelle BMW Série 3 en 2019[source secondaire souhaitée]. Dennis Lloyd a joué Nevermind sur Jimmy Kimmel Live! le 24 juillet 2018.
En février 2019, Dennis Lloyd sort son single Never Go Back. Never Go Back a reçu de bonnes critiques de diverses publications, notamment Billboard Magazine, TIME Magazine et Forbes,,. Ce single mènera à la sortie de son premier EP, Exident, le 5 avril 2019. Dennis Lloyd a ublier des clips vidéo pour les titres Never Go Back et GFY. À la suite de cela, il s'est lancé dans sa tournée « Never Go Back », à guichets fermés à travers les États-Unis, le Canada et l'Australie, se produisant également dans divers festivals de musique, notamment Coachella, le Governor's Ball[source secondaire souhaitée] et le Montreux Jazz Festival[source secondaire souhaitée].
En juillet 2019, Dennis Lloyd a participé à une session Spotify Singles, collaborant avec le guitariste Tom Morello pour reprendre Like a Stone d'Audioslave. Le 14 septembre 2019, il sort sa chanson Wild West, qui est incluse sur la bande originale de FIFA 20 d'EA Sports[source secondaire souhaitée].

## Discographie

### EP
| Titre           | Détails                                                                                     |
| --------------- | ------------------------------------------------------------------------------------------- |
| The Breakdwon   | - Sortie : 7 octobre 2015 - Label : Auto-édition - Formats : Téléchargement numérique       |
| Acts & Results  | - Sortie : 7 août 2019 - Label : Self-release - Format: Téléchargement numérique, streaming |
| Exident         | - Sortie : 5 avril 2019 - Label : Arista - Formats : téléchargement numérique, streaming    |
| Spotify Singles | - Sortie : 7 août 2019 - Label: Arista - Format: Streaming                                  |

### Singles
| 2015                                                                              | "Playa (Say That)"    | — | —  | —  | —  | —   | —  | —  | —  | — | —  | —  | —  | —  | | Non-album singles |
| 2015                                                                              | "Snow White"          | — | —  | —  | —  | —   | —  | —  | —  | — | —  | —  | —  | —  | | Non-album singles |
| 2016                                                                              | "Demons"              | — | —  | —  | —  | —   | —  | —  | —  | — | —  | —  | —  | —  | | Non-album singles |
| 2016                                                                              | "Acts & Results"      | — | —  | —  | —  | —   | —  | —  | —  | — | —  | —  | —  | —  | | Non-album singles |
| 2016                                                                              | "Think About It"      | — | —  | —  | —  | —   | —  | —  | —  | — | —  | —  | —  | —  | | Non-album singles |
| 2016                                                                              | "Nevermind"           | 1 | 10 | 1  | 20 | 16  | 3  | 28 | 24 | 3 | 9  | 2  | 17 | 86 | - ARIA: 2× Platinum - BPI: Platinum - BVMI: 3× Gold - FIMI: 2× Platinum - IFPI AUT: Platinum - IFPI SWI: Platinum - SNEP: Platinum - RIAA: Platinum | Non-album singles |
| 2016                                                                              | "Analyzing"           | — | —  | —  | —  | —   | —  | —  | —  | — | —  | —  | —  | —  | | Non-album singles |
| 2017                                                                              | "Leftovers"           | — | —  | —  | —  | —   | —  | —  | —  | — | —  | —  | —  | —  | | Non-album singles |
| 2017                                                                              | "Nevermind (Alright)" | — | —  | —  | —  | —   | —  | —  | —  | — | —  | —  | —  | —  | | Non-album singles |
| 2019                                                                              | Never Go Back         | 1 | —  | 32 | —  | 51  | 40 | —  | —  | — | 49 | 31 | —  | —  | - SNEP: Gold | Exident           |
| 2019                                                                              | "Wild West"           | — | —  | —  | —  | —   | —  | 3  | —  | — | —  | —  | —  | —  | | Non-album singles |
| 2019                                                                              | "Unfaithful"          | — | —  | —  | —  | —   | —  | 20 | —  | — | —  | —  | —  | —  | | Non-album singles |
| 2020                                                                              | "Alien"               | 1 | —  | 28 | —  | 122 | 32 | —  | —  | — | —  | 47 | —  | —  | | Non-album singles |
| "—" denotes a recording that did not chart or was not released in that territory. |                       |   |    |    |    |     |    |    |    |   |    |    |    |    | |                   |